# Lawrence Sanders
Lawrence Sanders (* 15. März 1920 in Brooklyn, New York; † 7. Februar 1998) war ein US-amerikanischer Journalist und Schriftsteller. Er schrieb vereinzelt unter den Pseudonymen Mark Upton und Lesley Andress.

## Leben
Nach dem Besuch der öffentlichen Schule in Brooklyn besuchte Sanders das Wabash College in Crawfordsville, Indiana, und schloss mit dem Bachelor of Arts ab. Zurück in New York arbeitete Sanders im Kaufhaus Macy’s und trat 1943 in das United States Marine Corps ein, wo er bis 1946 diente.
Sanders war über zwei Jahrzehnte als Journalist tätig und verfasste Beiträge für Zeitschriften, wie etwa für Mechanics Illustrated oder Science and Mechanics. Erst spät widmete er sich seiner schriftstellerischen Tätigkeit und schrieb 1970, im Alter von 50 Jahren, seinen ersten Roman, The Anderson Tapes (dt. 23 Uhr, York Avenue). Dieser wurde 1971 als bester Erstlingsroman von den Mystery Writers of America mit dem Edgar Allan Poe Award ausgezeichnet und unter dem Titel Der Anderson-Clan mit Sean Connery in der Hauptrolle verfilmt.

## Werke

### Edward X. Delaney–Serie
- 1970 The Anderson Tapes (dt. 23 Uhr, York Avenue. Molden, Wien 1971)
- 1973 The First Deadly Sin (dt. Die erste Todsünde. Rowohlt, Reinbek 1975)
- 1977 The Second Deadly Sin (dt. Die zweite Todsünde. Rowohlt, Reinbek 1980)
- 1981 The Third Deadly Sin (dt. Die dritte Todsünde. Blanvalet, München 1987)
- 1985 The Fourth Deadly Sin (dt. Die vierte Todsünde. Blanvalet, München 1986)

### Peter Tangent–Serie
- 1978 The Tangent Factor (dt. Die Tangent-Verschwörung. Heyne, München 1984)
- 1976 The Tangent Objective (dt. Schwarzes Gold, weisse Gier. Heyne, München 1984)

### Commandment–Serie
- 1979 The Sixth Commandment (dt. Das sechste Gebot. C. Bertelsmann, München 1982)
- 1980 The Tenth Commandment (dt. Das zehnte Gebot. C. Bertelsmann, München 1980)
- 1986 The Eighth Commandment (dt. Das achte Gebot. Heyne, München 1987)
- 1991 The Seventh Commandment (dt. Das siebte Gebot. Goldmann, München 1992)

### Archy McNally–Serie
- 1992 McNally's Secret (dt. McNallys Geheimnis. Goldmann, München 1994)
- 1992 McNally's Luck (dt. McNallys Glück. Goldmann, München 1995)
- 1993 McNally's Risk
- 1994 McNally's Caper (als Lesley Andress)
- 1995 McNally's Trial
- 1996 McNally's Puzzle
- 1997 McNally's Gamble
- 1999 McNally's Dilemma[3]
- 2000 McNally's Folly[3]
- 2001 McNally's Chance[3]
- 2002 McNally's Alibi[3]
- 2003 McNally's Dare[3]
- 2004 McNally's Bluff[3]

### Sammlungen
- 1986 Tales of the Wolf: The Cases of Wolf Lannihan[4] (dt. Der Lannihan-Coup. Heyne, München 1989)
- 1987 The Timothy Files[5] (dt. Blutzins. Goldmann, München 1990)
- 1988 Timothy's Game[6] (dt. Blutspiel. Goldmann, München 1990)

### Sonstige
- 1971 The Pleasures of Helen (dt. New York Lovers. Heyne, München 1990)
- 1972 Love Songs (dt. Love Songs. Heyne, München 1992)
- 1975 The Tomorrow File (dt. Die Zukunfts-Akte. Heyne, München 1985)
- 1977 The Marlow Chronicles (dt. Die Marlow-Chronik. Heyne, München 1984)
- 1979 Dark Summer (als Mark Upton) (dt. Der Penlow Parl. Heyne, München 1988)
- 1982 The Case of Lucy Bending (dt. Luzifers Tochter. Goldmann, München 1987)
- 1983 The Seduction of Peter S (dt. Die Verführung des Peter S. Goldmann, München 1987)
- 1984 The Passion of Molly T (dt. Die Vizepräsidentin. Blanvalet, München 1985)
- 1986 The Loves of Harry Dancer (dt. Harry, Goodbye. Goldmann, München 1986)
- 1987 The Dream Lover
- 1989 Capital Crimes
- 1989 Stolen Blessings
- 1990 Sullivan's Sting
- 1994 Private Pleasures
- 1998 Guilty Pleasures

## Filme
- 1972 The Anderson Tapes (dt. Der Anderson Clan). Regie: Sidney Lumet. Hauptdarsteller: Sean Connery, Dyan Cannon, Martin Balsam, Ralph Meeker, Alan King, Christopher Walken, Garrett Morris
- 1980 The First Deadly Sin (dt. Die erste Todsünde). Regie: Brian G. Hutton. Hauptdarsteller: Frank Sinatra, Faye Dunaway, David Dukes, Brenda Vaccaro, Martin Gabel, James Whitmore